# Sunbeam
La Sunbeam fu un'azienda, attiva in vari settori, fondata da John Marston a Wolverhampton, in Inghilterra, nel 1888.
La compagnia all'inizio produceva biciclette, per poi passare alla costruzione di motociclette e quindi alle automobili alla fine del XIX secolo. Fu indipendente fino al 1935, e applicò il marchio a tutte e tre le forme di trasporto. L'azienda costruì anche 647 aeroplani durante la prima guerra mondiale.
Una Sunbeam fu la prima autovettura britannica a vincere un Gran Premio. Si aggiudicò anche diversi record di velocità terrestre.
La compagnia finì in amministrazione controllata nel 1935, e fu acquistata dalla Rootes, che continuò l'uso del marchio Sunbeam. Nel 1964 quest'ultimo fu acquistato dalla Chrysler, che proseguì la produzione con questa denominazione fino al 1976.
Il nome è stato poi ripreso dalla Chrysler UK per la sua autovettura di classe media, prodotta dal 1977 al 1981 (dal 1978 con marchio Talbot).

## Gli anni prima della guerra

### Il primo periodo
John Marston fu apprendista alla “Jeddo Works” di Wolverhampton come addetto al decoupage e all'oggettistica per l'arredamento in stile orientale. Nel 1859, all'età di 23 anni, assunse due lattonieri e costituì la John Marston Co. Ltd. Marston però era un appassionato ciclista, e nel 1877 fondò la Sunbeamland Cycle Factory, che produceva biciclette conosciute come Sunbeam. Tra il 1899 ed il 1901 l'azienda produsse anche automobili sperimentali, ma nessuna fu lanciata sul mercato.

### Le prime automobili e l'arrivo di Louis Coatalen
La prima produzione vera e propria di automobili Sunbeam fu nel 1901, grazie alla collaborazione con la Maxwell Maberly-Smith. La Sunbeam Mabley era una stranissima vettura con le ruote disposte in posizione romboidale e con i posti a sedere sui due lati di un sistema di trasmissione a cinghia azionata da un motore monocilindrico della potenza di soli 3 CV. Fu un successo limitato, con 420 esemplari venduti a 130 sterline fino alla fine della produzione nel 1904. A questo punto la compagnia iniziò la fabbricazione di un modello progettato da Thomas Pullinger basato sulla meccanica della Berliet e sul motore di un modello Peugeot. Comprarono un esemplare di quest'ultima per studiarla. Nel 1906 le vendite furono di 10 a settimana.
Nel 1905 la Sunbeam Motorcar Company Ltd fu separata dal resto delle altre attività di John Marston, che conservò la produzione di motociclette e biciclette.
Nel 1909 il progettista bretone Louis Coatalen passò alla Sunbeam provenendo dalla Humber, e divenne responsabile dell'ingegneria. Innanzitutto riorganizzò la produzione così che la fabbricazione dei componenti fosse eseguita dalla Sunbeam, piuttosto che da fornitori esterni. Introdusse in breve tempo il primo modello, la Sunbeam 14/20. Aveva il retrotreno azionato da un albero di trasmissione, e fu aggiornata nel 1911 con l'installazione di un motore più grande. Con i nuovi ritrovati tecnici fu cambiato il nome in Sunbeam 16/20.
Dal 1912 la Sunbeam cominciò a costruire modelli convenzionali, ma di alta qualità. Diretta concorrente della Rolls-Royce, la Sunbeam fu considerata come un'auto meno sfarzosa da chi riteneva troppo vistosa una Rolls-Royce.

### I record di velocità

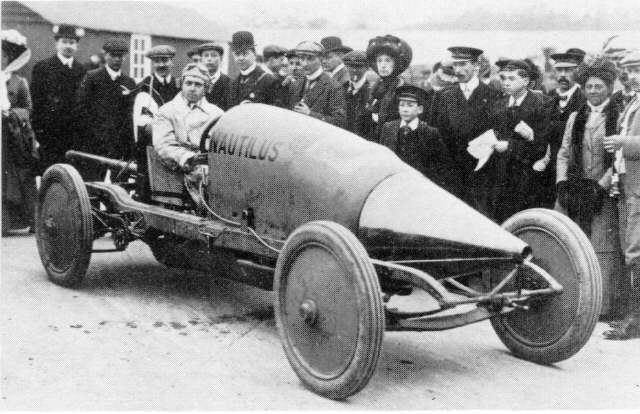
Louis Coatalen su una Sunbeam Nautilus a Brooklands nel 1910

Louis Coatalen era particolarmente legato alle corse come modo per portare all'eccellenza le vetture da strada: “Racing improves the breed” diceva (“le corse migliorano la razza”, inteso come marchio). Dopo aver ideato la 14/20, iniziò a progettare motori particolarmente potenti, combinati con valvole in testa e con un sistema di lubrificazione ad olio pressurizzato. Nel 1910 fu costruito il primo modello dedicato a competere per il record di velocità terrestre, la Sunbeam Nautilus, mossa da un motore da 4,2 L di cilindrata. La Nautilus aveva una linea studiata per avere l'aerodinamica migliore possibile, ed all'epoca era conosciuta come "wind cutting" (“taglia vento”); possedeva però un motore che soffriva di diversi problemi, ed il progetto fu successivamente abbandonato. L'anno seguente, nel 1911, fu introdotta la Sunbeam Toodles II, che fu oggetto di un miglioramento nel sistema delle valvole, e l'insuccesso del modello precedente si trasformò in un successo. Coatalen vinse 22 premi a Brooklands con la Toodles II, che conseguì il record della velocità massima (138,66 km/h) percorrendo un miglio partendo da fermo. Le Sunbeam erano mosse ora da motori convenzionali a valvole laterali, e parteciparono nel 1911 alla corsa Coupé de l'Auto. L'anno seguente, con versioni migliorate, arrivarono prima, seconda e terza. La Sunbeam continuò ancora per qualche anno a partecipare alle corse, poi la compagnia si concentrò su altri interessi.
Louis Coatalen progettò anche vetture da strada, tra cui la Sunbeam 12/16. Dal 1911 la Sunbeam costruiva 650 esemplari l'anno, ed era dunque la maggior azienda fabbricante automobili.

## La prima guerra mondiale e gli aeroplani
Già nel 1912 la Sunbeam produsse una serie di motori aeronautici, ma non ebbero successo commerciale. Coatalen si convinse che la soluzione ideale per i requisiti di questi propulsori era di produrre un singolo motore e far costruire il velivolo intorno ad esso. Tra le sue numerose progettazioni ci fu il problematico V8 Sunbeam Arab, che fu ordinato nel 1917, ma era soggetto a continue vibrazioni, aveva problemi di affidabilità e la produzione fu dunque limitata. Fu di più di successo invece il V12 Sunbeam Cossack. Nel frattempo Coatalen continuò con le sue sperimentazioni, più precisamente con il Sunbeam Malay (che non andò oltre alla fase di prototipo), il propulsore raffreddato ad aria Sunbeam Spartan ed il motore diesel Sunbeam Pathan. Con le ultime produzioni la Sunbeam ebbe un buon successo, e fu una delle prime ad introdurre il monoblocco in alluminio, un ritrovato tecnico che diventò comune negli anni trenta.
Durante la prima guerra mondiale la Sunbeam costruì anche motociclette, autocarri e ambulanze. La compagnia si associò anche alla Society of British Aircraft Constructors, dove si condividevano i progetti degli aeroplani che le singole aziende avrebbero dovuto produrre. In questo ruolo, la Sunbeam fabbricò 15 Short Bomber mossi dal motore Sunbeam Gurkha, 20 Short Type 827 e 50 Short 310. La compagnia costruì anche un proprio velivolo, il Sunbeam Bomber, che assomigliava ad un Sopwith, ma era più semplice. La Sunbeam, in totale, produsse 647 aeroplani di vario tipo fino al 1919.

## L'epoca d'oro: il primo dopoguerra, l'STD motors ed i record

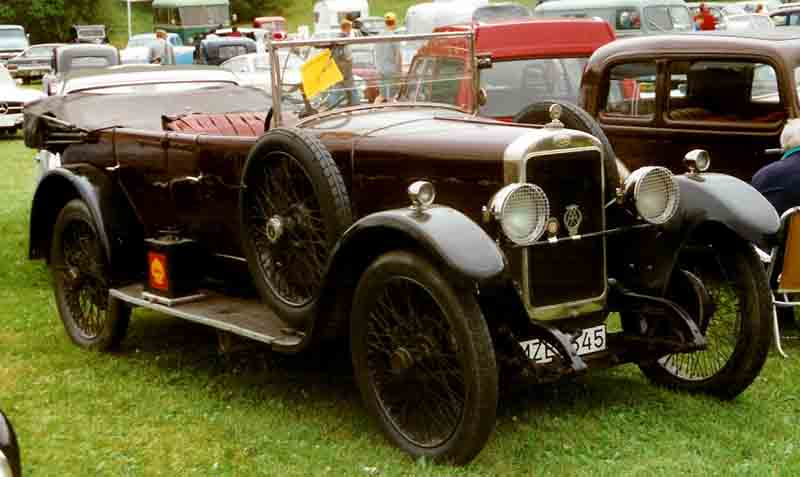
Una Sunbeam 14/40 Tourer del 1926

Il 13 agosto 1920 la Sunbeam si fuse con la Casa automobilistica francese Darracq. Pierre Alexandre Darracq produceva autovetture fin dal 1896, e le sue vetture erano di così grande successo che la Opel iniziò la sua produzione di automobili sotto licenza Darracq. In Italia fondò uno stabilimento al Portello, quartiere di Milano, sotto il nome di Società Italiana Automobili Darracq che, in seguito, diventerà l'Alfa Romeo. Nel 1919 Darracq acquistò lo stabilimento londinese della Clément-Talbot per diventare Talbot-Darracq, con l'intenzione di importare vetture nel Regno Unito. Nel 1920 al gruppo si unì la Sunbeam, creando il marchio "Sunbeam-Talbot-Darracq", o "STD Motors".
Oltre che di limousine e di berline, Louis Coatalen seguì la progettazione di vetture da record di velocità terrestre per Henry Segrave, basate sul Sunbeam Manitou, un motore V12 da 27 l di cilindrata e 350 CV di potenza, originariamente progettato per il dirigibile R34. Fu quindi creata la Sunbeam 350 HP, che conquistò il record a Brooklands ed il 21 luglio 1925 a Pendine Sands (nel Galles), guidata da Malcolm Campbell, raggiungendo i 242,634 km/h. Fu in seguito rinominata Blue Bird e dipinta di questo colore.
Lo stesso anno la nuova 3 litre Super Sports di Coatalen arrivò seconda alla 24 Ore di Le Mans, battendo la Bentley. Questo modello fu il primo al mondo a montare la distribuzione a doppio albero a camme in testa. Nel 1926 Henry Segrave fissò un nuovo record di velocità terrestre su una Sunbeam da corsa dotata di un V12 da 4 litri di cilindrata, originariamente chiamata Sunbeam Tiger ed in seguito rinominata Ladybird.
Coatalen decise di riprovare a conquistare il record, progettando la potente Sunbeam 1000 HP, mossa da due motori Sunbeam Matabele da 450 CV ciascuno. Il 29 marzo 1927 a Daytona Beach raggiunse il risultato, arrivando a toccare i 327,971 km/h. L'esemplare è ora conservato al National Motor Museum di Beaulieu, nel Regno Unito.

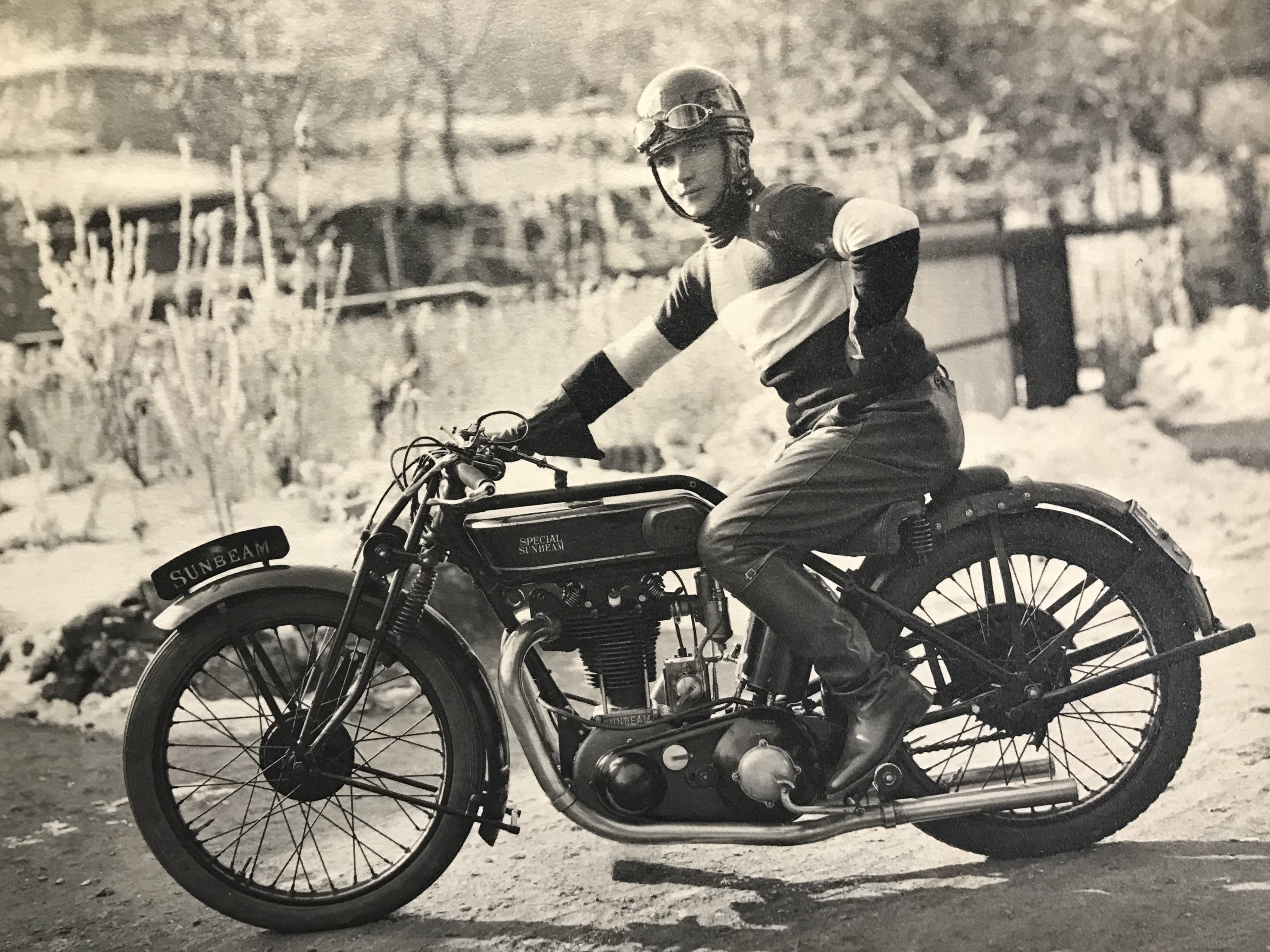
La Sunbeam 500 con cui Mario Colombo vinse il campionato italiano su strada nel 1928

L'epoca d'oro delle Sunbeam da strada fu proprio questo, gli anni venti sotto la supervisione di Louis Coatalen; era ottima l'ingegneria, le vetture erano affidabili ed avevano una grande reputazione sul tracciato.
Nel 1930 fu provato un altro record di velocità terrestre con la Silver Bullet, ma il tentativo fallì. Questa fu l'ultima volta, e la speranza della compagnia fu riposta nello sviluppo dei motori aeronautici.
La Sunbeam soffrì durante la grande depressione, e nel 1935 andò in amministrazione controllata per poi essere venduta alla Rootes. L'ultima vera Sunbeam fu costruita nel 1935. Questo modello, chiamato Sunbeam Dawn era di progettazione tipica della metà degli anni trenta, con le sospensioni a ruote indipendenti, mentre altri modelli precedenti erano basati su progetti più obsoleti.
In questa fase l'ossessione di Louis Coatalen era che i miglioramenti ai modelli dovevano essere dei piccoli cambiamenti applicati anno in anno. Ciò significava che il design era molto simile, ed i componenti meccanici erano intercambiabili.
Le Sunbeam furono costruite anche solo fino a corpo vettura, per poi far completare i modelli da carrozzieri esterni. Molte limousine erano fabbricate su telaio Sunbeam.

## Il gruppo Rootes

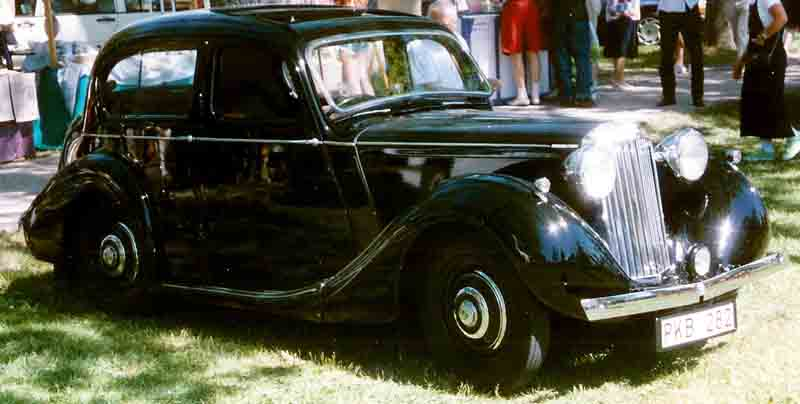
Una Sunbeam-Talbot berlina del 1947

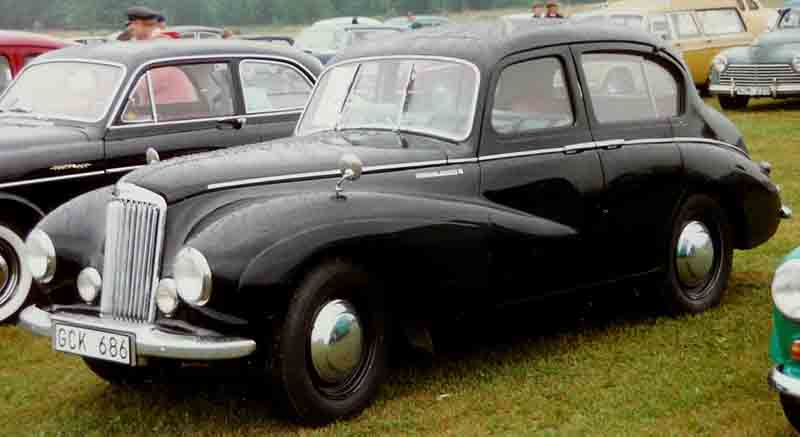
Una Sunbeam-Talbot 90 quattro porte berlina del 1948

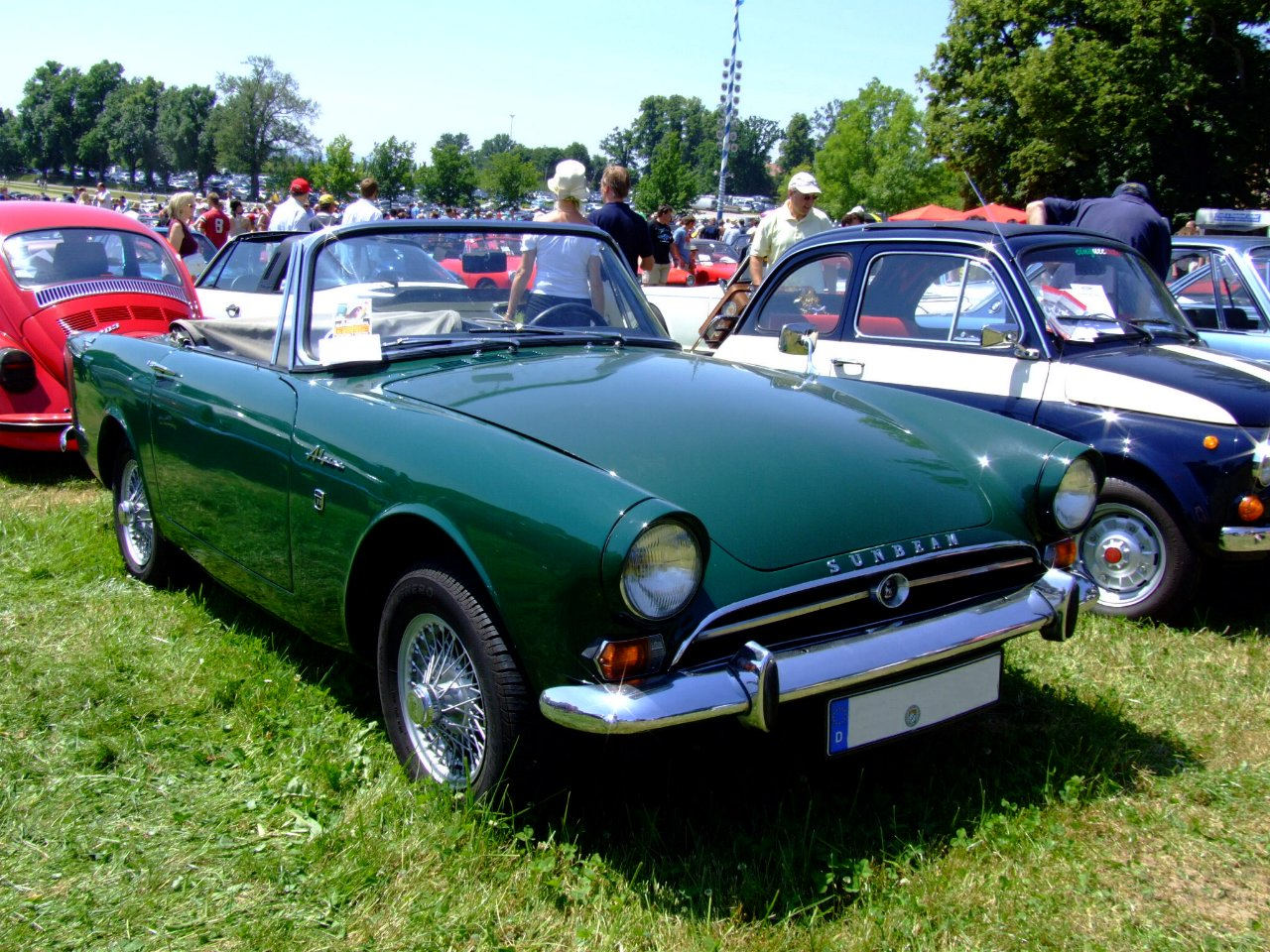
Una Sunbeam Alpine serie 4 roadster

Il gruppo formatosi nel 1920 dalla fusione tra Sunbeam, Talbot e Darracq andò in amministrazione controllata nel 1935. In questo periodo solo il marchio Talbot era in attivo, e nello stesso anno questa branca fu acquistata dalla Rootes. William Lyons della "SS Cars", che era in cerca di un nuovo nome per l'assonanza con le SS di stampo nazista, tentò di comprare la Sunbeam ma il tentativo fallì, ed il marchio fu anch'esso acquistato dalla Rootes. Dopo la seconda guerra mondiale la “SS cars” cambiò il nome in Jaguar. Con l'avvento della Rootes, la produzione allo storico stabilimento di Wolverhampton terminò.
La Rootes fu una delle prime proponenti del badge engineering, cioè la tendenza di alcuni gruppi automobilistici proprietari di altri marchi di proporre uno stesso modello in più marchi e con lievissime differenze da un modello all'altro. A seguito di ciò, la Rootes terminò la produzione delle serie offerte all'atto dell'acquisizione dei marchi comprati, compresa la Sunbeam, sostituendoli con nuovi modelli basati sulle Hillman e sulle Humber, più imperniate sulla produzione di massa.
Nel 1938 la Rootes creò il nuovo marchio Sunbeam-Talbot che combinava la qualità della carrozzeria Talbot, con i telai Hillman e Humber. Le vetture furono prodotte negli stabilimenti Talbot a Londra. I modelli iniziali furono la Sunbeam-Talbot Ten e la Sunbeam-Talbot Three Litre, seguite dalla Sunbeam-Talbot Two Litre, e dalla Sunbeam-Talbot Four Litre, queste ultime basate sui modelli precedenti, ma con differenti motori e un più lungo passo.
Nell'estate del 1948 furono introdotte le Sunbeam-Talbot 80 e Sunbeam-Talbot 90, che possedevano una linea caratteristica e filante. Il propulsore della 80 era basato sul motore della Hillman Minx, mentre quello della 90 si ispirava a quello della Humber Hawk; entrambi avevano valvole in testa. Il corpo vettura era fabbricato da un'altra azienda del gruppo Rootes, la British Light Steel Pressings di Acton, a Londra, mentre la versione cabriolet era completata da Thrupp & Maberly, carrozzieri di Cricklewood. La 80, che era pesante per il motore che possedeva, fu prodotta fino al 1950. Della 90 furono in seguito prodotte diverse serie, la Mark II, la Mark IIA e la Mark III; da quest'ultima le Sunbeam non avevano più anche la denominazione Talbot. Con la proposta delle varie serie, i fanali anteriori furono modificati. Le sospensioni erano indipendenti a molle elicoidali, e la cilindrata del motore fu portata da 1944 a 2267 cm³, con un alto rapporto di compressione. La potenza erogata era di 80 CV.
Nel 1953 fu lanciata la Sunbeam Alpine, una due posti roadster sportiva che fu inizialmente sviluppata da George Hartwell come esemplare unico per le corse nei rally. Il nome gli fu dato da Norman Garrad, che fu contribuì in maniera decisiva al successo nelle competizioni dei primi anni cinquanta, utilizzando un esemplare tipo berlina. La Alpine fu poi prodotta a mano dal 1953 al 1955, nelle versioni Mark I e Mark III (la denominazione Mark II non fu utilizzata), come la cabriolet di Thrupp & Maberly. La fabbricazione cessò dopo 3000 esemplari prodotti, di cui circa 200 ancora esistenti. Il nome Talbot fu di nuovo rimosso nel 1954, per la versione da competizione della Alpine, che fece della Sunbeam un marchio sportivo. Nel 1955 una versione berlina vinse il rally di Monte Carlo. La produzione cessò nel 1955, ed il modello fu sostituito dalla Sunbeam Rapier.
Nel 1959 fu introdotta una serie totalmente nuova di Alpine, aggiornando la Rapier del 1955. Dopo i successi dell'Alpine, il manager del West Coast per conto del gruppo Rootes, Ian Garrad, si interessò del successo dell'AC Cobra, che montava un motore V8 con un monoblocco di piccole dimensioni. Questa evoluzione portò a creare una delle vetture sportive di successo. Garrad si convinse che l'Alpine potesse raggiungere gli stessi risultati, e contattò Carroll Shelby per provare il modello con installato un motore Ford. Il risultato fu la Sunbeam Tiger, prodotta dal 1964, che ebbe un grande successo.

## L'era Chrysler

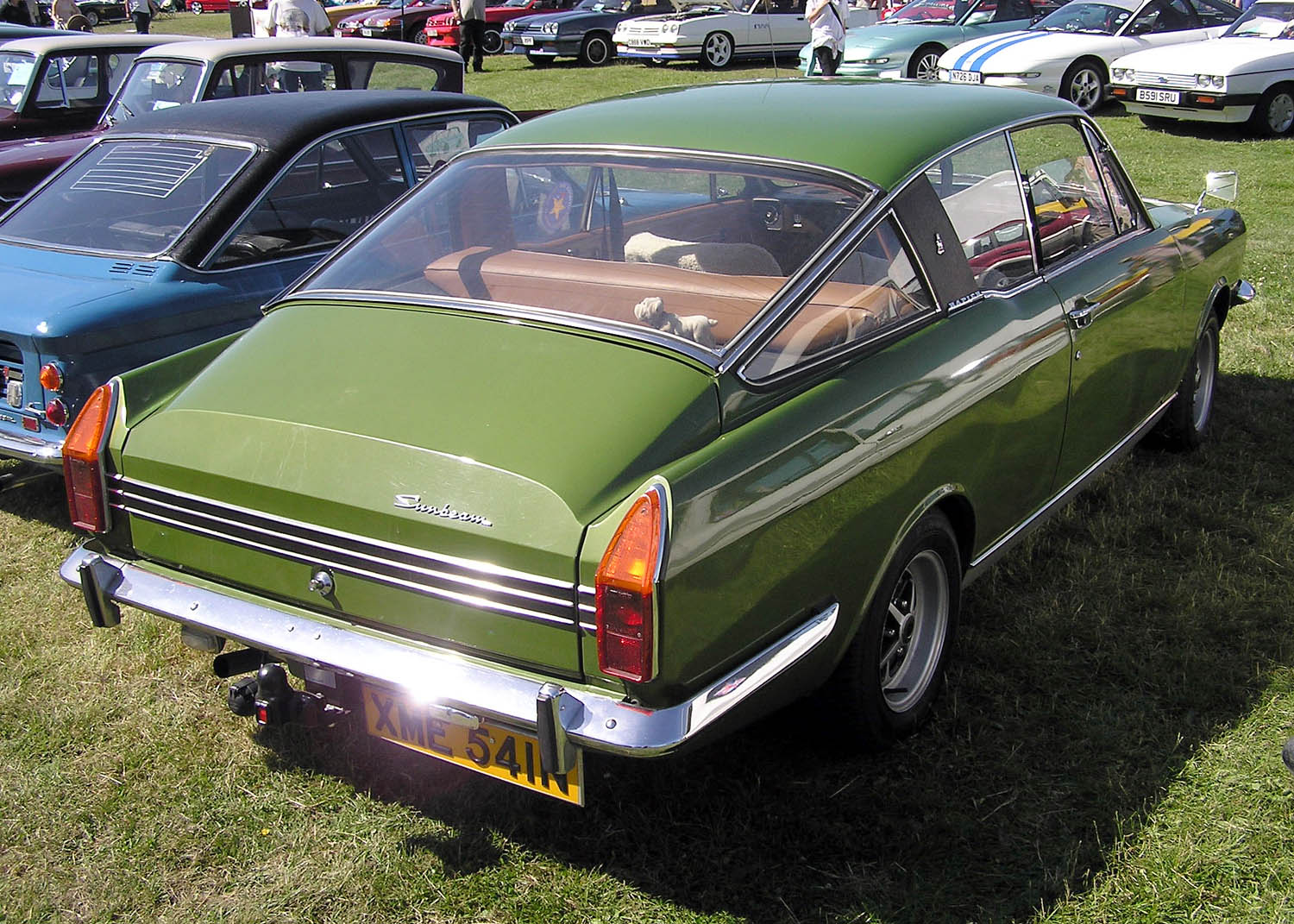
Una Sunbeam Rapier Fastback coupé

Negli anni sessanta la Rootes fu in difficoltà finanziarie. Ci fu un contatto con la Leyland Motors ma non ci fu seguito, così che il 30% della compagnia fu acquistata dalla Chrysler, che ambiva ad entrare nel mercato europeo. Curiosamente la Chysler acquistò la SIMCA, che l'anno precedente acquistò a sua volta la Talbot, originariamente marchio posseduto dalla STD.
L'esperienza della Chrysler studiata sulle vicissitudini del gruppo Rootes fu infelice. I modelli in produzione furono abbandonati in pochi anni, e fu deciso di prendere il meglio degli esemplari prodotti dei vari marchi per mettere in pratica il "cheapest to produce" (il più economico da realizzare), fedele all'iniziale filosofia della Rootes. Le intenzioni erano però favorevoli alla tendenza di denominare come Chrysler i modelli prodotti.
L'ultima Sunbeam prodotta fu la serie Fastback della Sunbeam Rapier (1967-1976).

## Prodotti

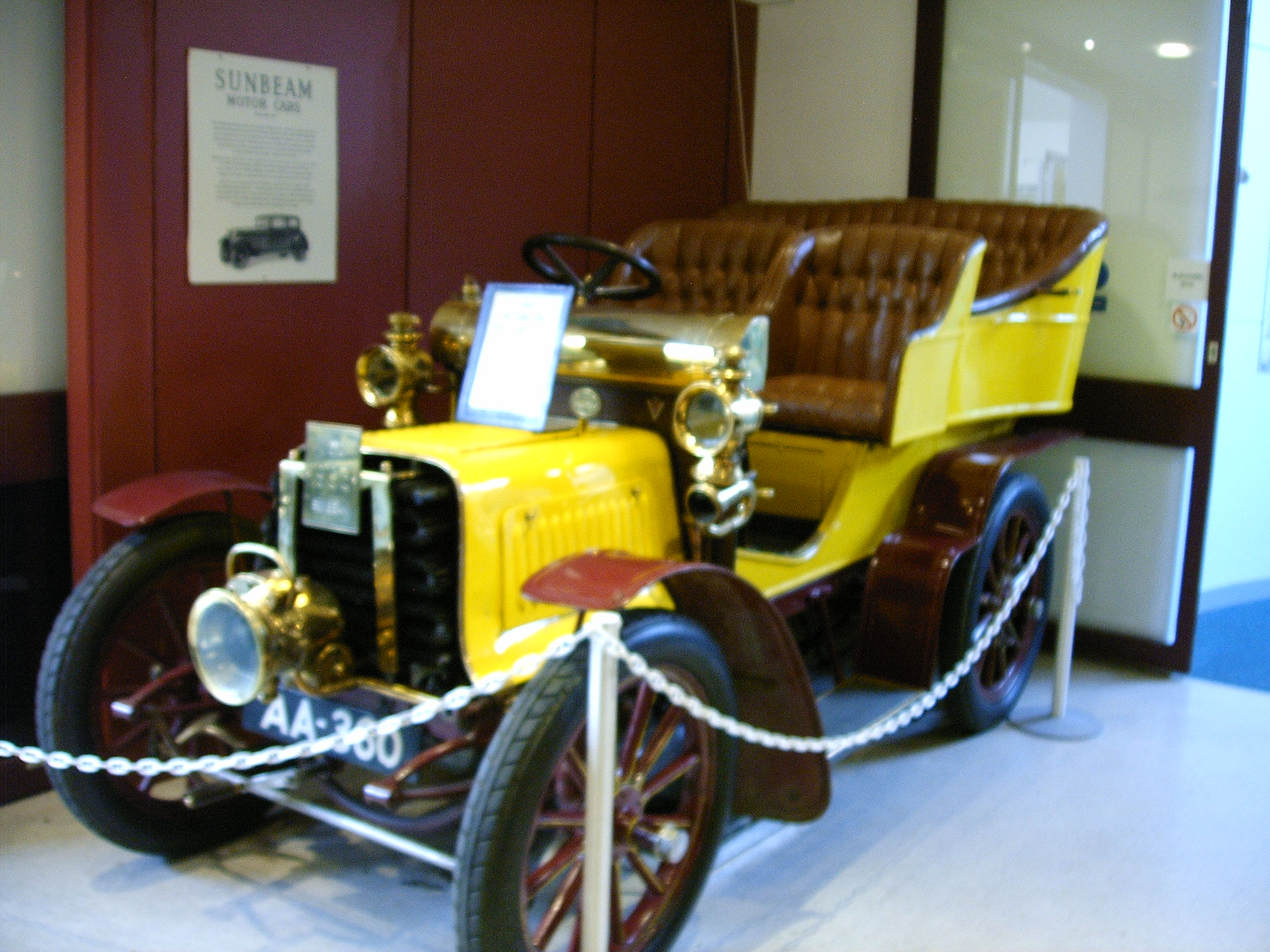
Una Sunbeam al Black Country Living Museum

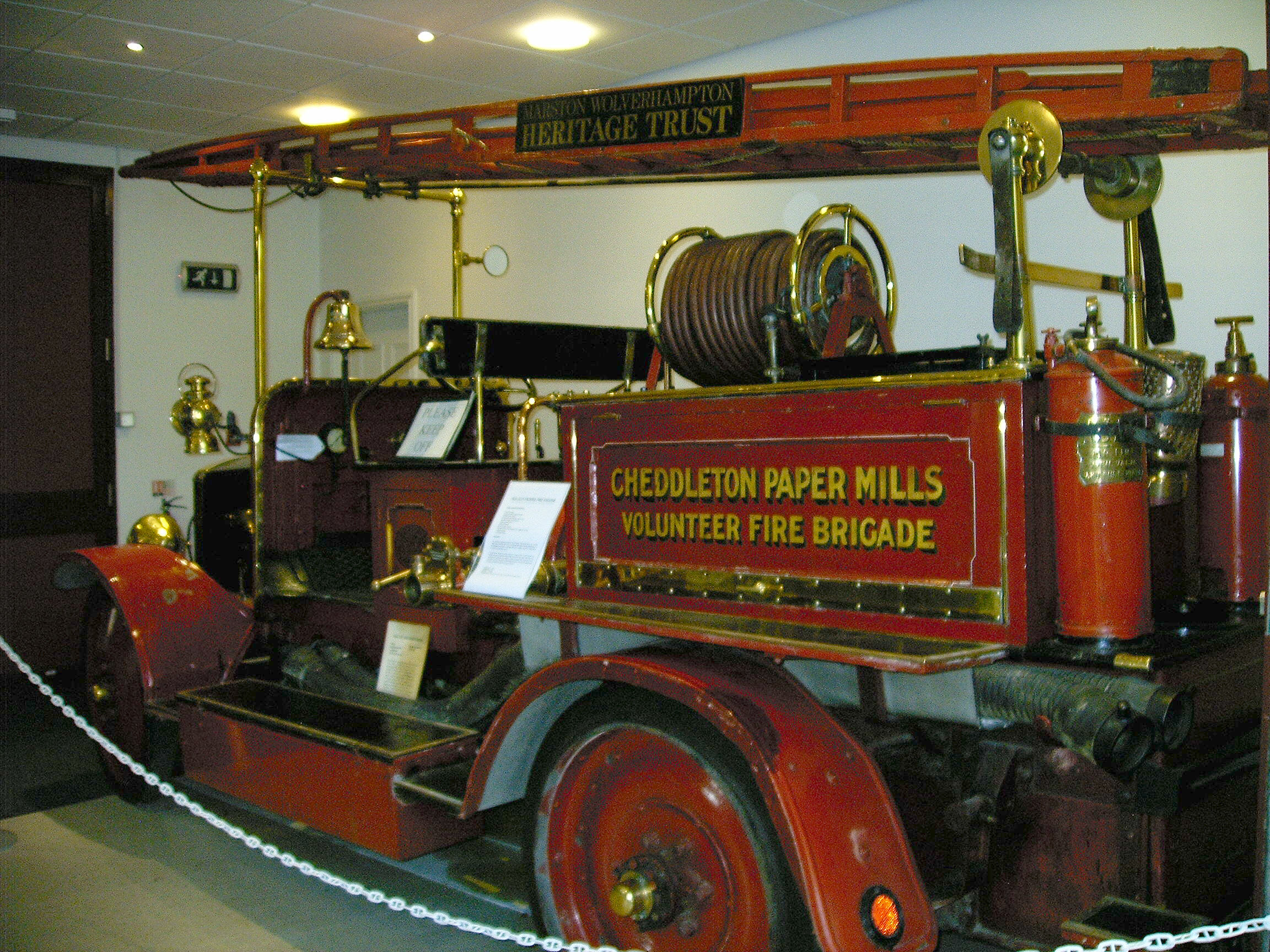
Un mezzo dei vigili del fuoco al Black Country Living Museum, conservata grazie al Marston Wolverhampton Heritage Trust

### Automobili Sunbeam

#### Antecedenti alla prima Guerra mondiale
- 1901–04 Sunbeam Mabley
- 1903–10 Sunbeam 12 hp
- 1905–11 Sunbeam 16/20 e 25/30
- 1908 Sunbeam 20
- 1908–09 Sunbeam 35
- 1909 Sunbeam 16
- 1909–15 Sunbeam 14/20, 16/20, e 20
- 1910–11 Sunbeam 12/16
- 1911–15 Sunbeam 18/22, 25/30 e 30
- 1912–15 Sunbeam 12/16 e 16
- 1912–14 Sunbeam 16/20

#### Il primo dopoguerra
- 1919–21 Sunbeam 16/40
- 1919–24 Sunbeam 24, 24/60 e 24/70
- 1922–23 Sunbeam 14 e 14/40
- 1923–26 Sunbeam 20/60
- 1924–33 Sunbeam 16 (16.9 e 18.4)

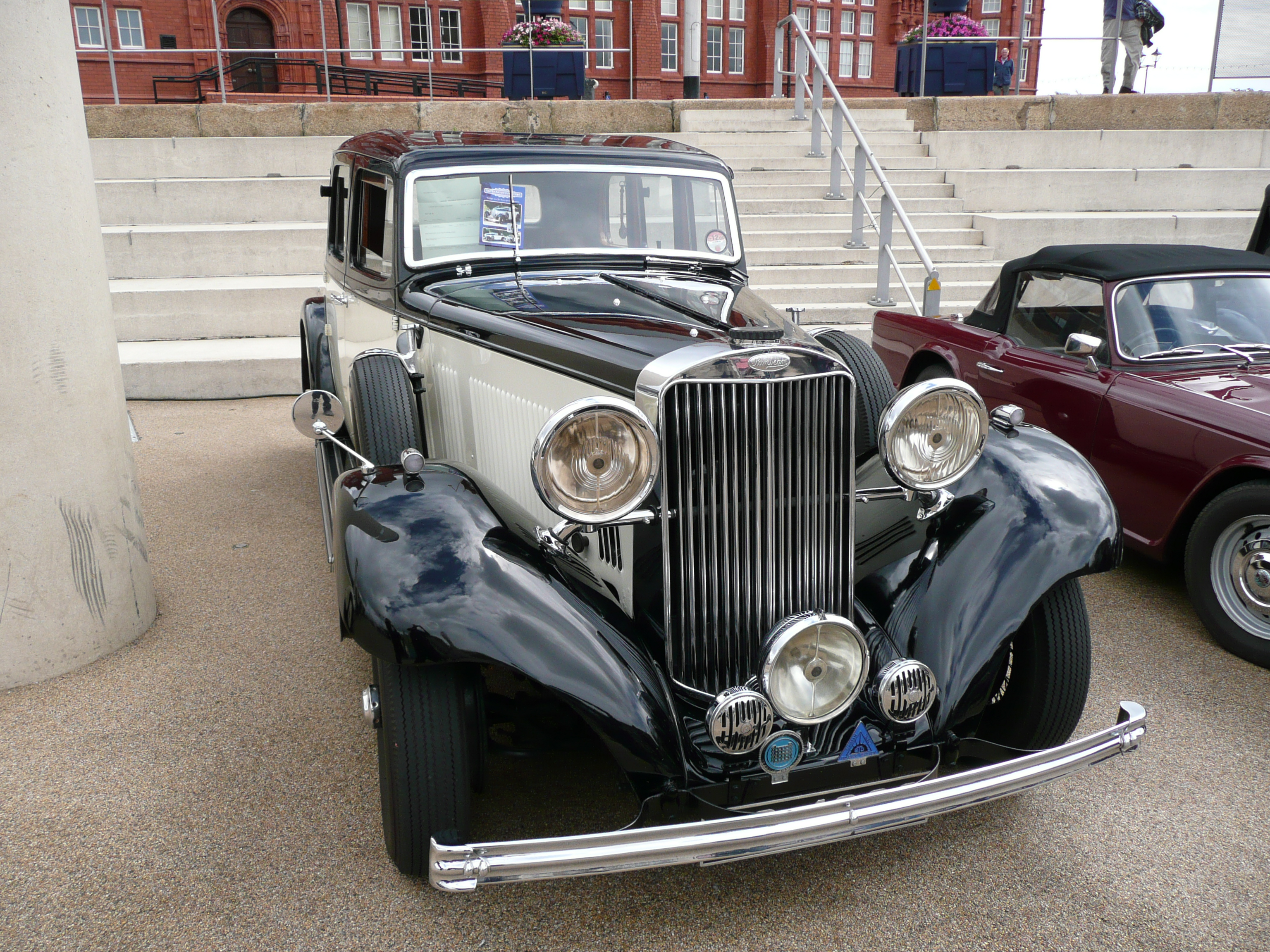
Una Sunbeam modello 25 berlina del 1935

- 1925–30 Sunbeam 3 litre Super Sports
- 1926–32 Sunbeam Long 25
- 1927–30 Sunbeam 20 (20.9)
- 1930–33 Sunbeam 20 (23.8)
- 1933–35 Sunbeam Speed Twenty
- 1934–35 Sunbeam Twenty
- 1934–35 Sunbeam Twenty-Five
- 1934–35 Sunbeam Dawn

#### I modelli tra le due guerre
- 1936–37 Sunbeam 30
- 1938–48 Sunbeam-Talbot Ten
- 1939–48 Sunbeam-Talbot Two Litre
- 1938–40 Sunbeam-Talbot Three Litre
- 1939–40 Sunbeam-Talbot Four Litre

#### Il secondo dopoguerra
- 1938–48 Sunbeam-Talbot Ten
- 1939–48 Sunbeam-Talbot Two Litre
- 1948–50 Sunbeam-Talbot 80
- 1948–54 Sunbeam-Talbot 90 Mark I, II & IIA
- 1954–57 Sunbeam 90 Mark III
- 1953–55 Sunbeam Alpine Mark I e Mark III
- 1955–67 Sunbeam Rapier serie I, II, III, IIIA, IV & V
- 1959–68 Sunbeam Alpine serie I, II, III, III, IV & V
- 1963–64 Sunbeam Venezia realizzata dalla Carrozzeria Touring
- 1964–67 Sunbeam Tiger
- 1966–76 Sunbeam Imp Sport
- 1967–72 Sunbeam Stiletto
- 1967–76 Sunbeam Rapier Fastback e Sunbeam Alpine Fastbacks

### Gli autobus

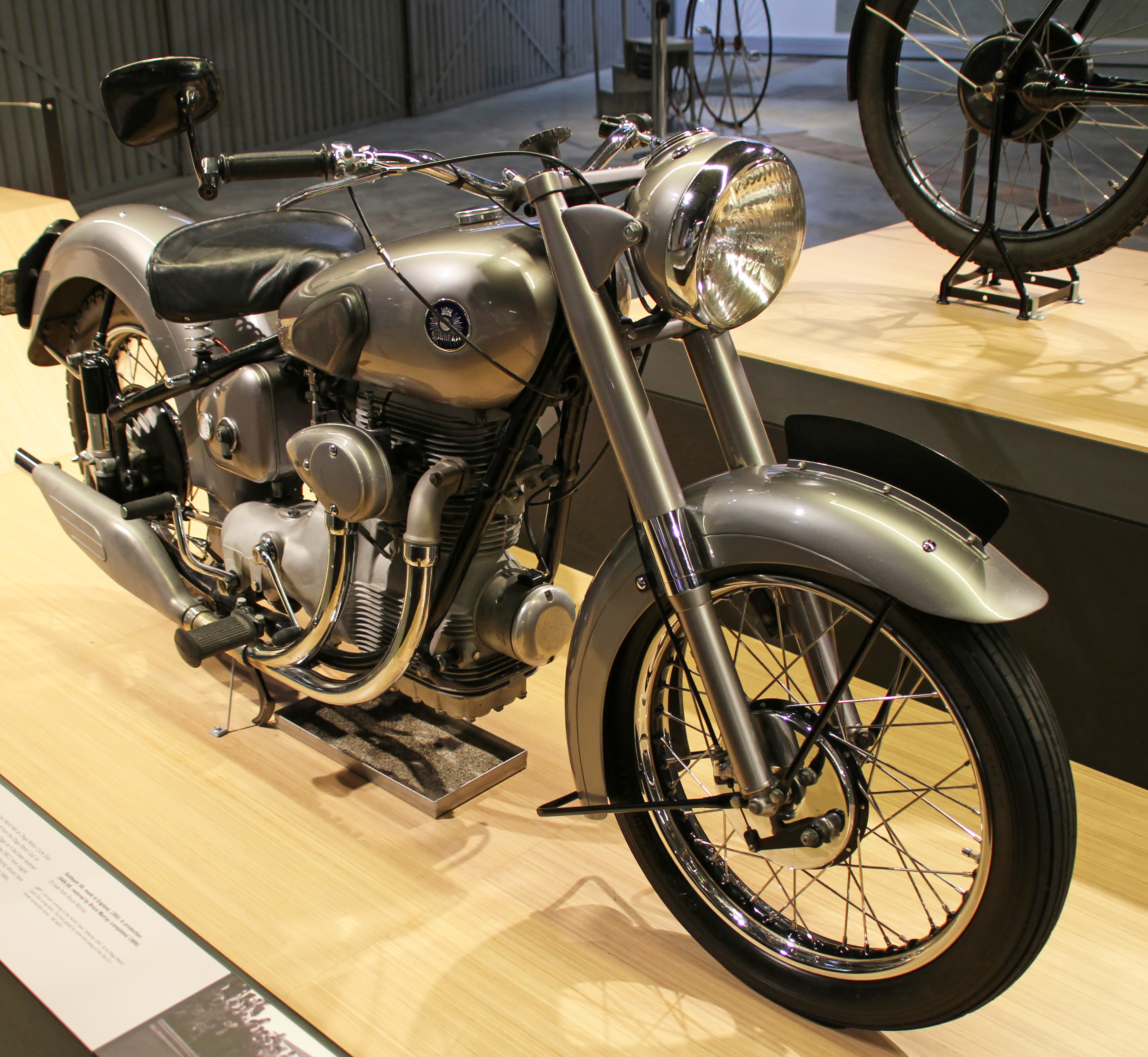
Una Sunbeam S8 del 1950

- Pathan 1930-1938
- DF2 1936-1948
- MS2 1934-1948
- MS3 1934-1948
- MF1 1934-1949
- MF2 1935-1952
- W4 1943-1967
- F4/F4A 1948-1965

### Le motociclette
- Sunbeam Model 8
- Sunbeam Model 14
- Sunbeam Typ1
- Sunbeam S7
- Sunbeam S8
- Sunbeam Lion
- BSA Sunbeam

### I motori Sunbeam-Coatalen
- Sunbeam Crusader V8, 150 hp di potenza
- Sunbeam Zulu V8, 160 hp, sviluppato dal Crusader
- Sunbeam Mohawk V12, 225 hp
- Sunbeam Gurkha V12, 240 hp, sviluppato dal Maori
- Sunbeam Cossack V12, 320 hp, 18,4 litri di cilindrata
- Sunbeam Nubian V8, 155 hp, 7,7 litri
- Sunbeam Afridi V12, 200 hp,  11,476 litri
- Sunbeam Maori V12, 250 hp,  14,7 litri, sviluppato dall'Afridi
- Sunbeam Amazon in linea a sei cilindri, 160 hp, 9,2 litri, sviluppato dal Cossack
- Sunbeam Saracen in linea a sei cilindri, 2000 hp, 11,2 litri, sviluppato dall'Amazon
- Sunbeam Viking W18 "Broad Arrow", 450 hp, 33,6 litri, sviluppato dal Cossack
- Sunbeam Arab V8, 200 hp, 11,8 litri
- Sunbeam Bedouin V8, 200 hp, 12,3 litri, sviluppato dall'Arab
- Sunbeam Manitou V12, 325 hp, 14,7 litri, sviluppato dal Maori
- Sunbeam Tartar V12, 300 hp, 15,4 litri
- Sunbeam Kaffir W12 "Broad Arrow", 300 hp, sviluppato dall'Arab, 18,3 litri
- Sunbeam Spartan V12, 200 hp, 14 litri, raffreddato ad aria
- Sunbeam Matabele V12, 400 hp, 22,4 litri, sviluppato dal Cossack
- Sunbeam Malay a stella di 20 cilindri, 500 hp, 29,4 litri
- Sunbeam Pathan in linea a sei cilindri, 100 hp, 8,8 litri, diesel
- Sunbeam Dyak in linea a sei cilindri, 100 hp, 8,8 litri
- Sunbeam Sikh V12, 800 hp, 64,1 litri